# Changos de Naranjito 2019
Questa voce raccoglie le informazioni riguardanti i Changos de Naranjito nelle competizioni ufficiali della stagione 2019.

## Organigramma societario
Area direttiva
- Presidente: Alexis Aponte

Area tecnica
- Primo allenatore: Jamille Torres

## Rosa
| N° | Nome                  | Ruolo | Data di nascita   | Nazionalità sportiva |
| -- | --------------------- | ----- | ----------------- | -------------------- |
| 1  | Pedro Cabrera         | L     | 15 gennaio 1990   | Porto Rico           |
| 2  | David Menéndez        | C     | 22 febbraio 1988  | Porto Rico           |
| 3  | Luis Guillermo García | P     | 5 gennaio 1995    | Porto Rico           |
| 3  | Josué Suárez          | P     | 5 giugno 1992     | Porto Rico           |
| 4  | Jorge López           | S     | 6 febbraio 1992   | Porto Rico           |
| 5  | Alexander Robles      | S     | 22 ottobre 1989   | Porto Rico           |
| 5  | Jonathan Martínez     | S     | 27 ottobre 1993   | Porto Rico           |
| 7  | Luis Vega             | S     | 19 giugno 1994    | Porto Rico           |
| 8  | Ángel Rivera          | C     | 12 maggio 1992    | Porto Rico           |
| 9  | Juan Vázquez          | S/O   | 23 gennaio 1991   | Porto Rico           |
| 10 | Ulises Maldonado      | O     | 3 marzo 1989      | Porto Rico           |
| 11 | Juan Miguel Ruiz      | P     | 24 aprile 1981    | Porto Rico           |
| 13 | Carlos Vázquez        | S     | -                 | Porto Rico           |
| 14 | Jonathan Rodríguez    | C     | 16 settembre 1997 | Porto Rico           |
| 15 | Orlando Santiago      | S     | 3 giugno 1996     | Porto Rico           |
| 15 | Rubén Martínez        | L     | -                 | Porto Rico           |
| 16 | Jackson Rivera        | S     | 19 agosto 1987    | Porto Rico           |

## Mercato
| Acquisti | Acquisti              | Acquisti                 | Acquisti   |
| R.       | Nome                  | da                       | Modalità   |
| -------- | --------------------- | ------------------------ | ---------- |
| L        | Pedro Cabrera         | Cafeteros de Yauco       | definitivo |
| C        | David Menéndez        | Llaneros de Toa Baja     | definitivo |
| S        | Alexander Robles      | Llaneros de Toa Baja     | definitivo |
| P        | Luis Guillermo García | Al-Ahly Bengasi          | definitivo |
| S        | Luis Vega             | Vigo                     | definitivo |
| O        | Ulises Maldonado      | Gigantes de Adjuntas     | definitivo |
| P        | Juan Miguel Ruiz      | Llaneros de Toa Baja     | definitivo |
| S        | Carlos Vázquez        | ?                        | definitivo |
| L        | Rubén Martínez        | -                        | definitivo |
| P        | Josué Suárez          | Caribes de San Sebastián | definitivo |
| S        | Jonathan Martínez     | -                        | definitivo |
| S        | Jackson Rivera        | Caribes de San Sebastián | definitivo |

| Cessioni | Cessioni              | Cessioni                 | Cessioni   |
| R.       | Nome                  | a                        | Modalità   |
| -------- | --------------------- | ------------------------ | ---------- |
| L        | Víctor Cosme          | Mets de Guaynabo         | definitivo |
| L        | Anthony Negrón        | Cafeteros de Yauco       | definitivo |
| P        | Kevin Rodríguez       | Indios de Mayagüez       | definitivo |
| S        | Eddiel Hernández      | -                        | ritirato   |
| S        | Luis Vega             | Vigo                     | definitivo |
| P        | Luis Guillermo García | Al-Ahly Bengasi          | definitivo |
| S        | Eric Haddock          | -                        | ritirato   |
| S        | Ricardo Archilla      | Caribes de San Sebastián | definitivo |
| L        | Marcos Liendo         | Indios de Mayagüez       | definitivo |
| L        | Juan Rosa             | -                        | ritirato   |
| P        | Luis Guillermo García | Caribes de San Sebastián | definitivo |
| S        | Alexander Robles      | -                        | definitivo |
| S        | Orlando Santiago      | Caribes de San Sebastián | definitivo |

## Risultati

### LVSM

#### Regular season
| 1ª giornata - 7 giugno 2019 Coliseo Gelito Ortega, Naranjito             | Changos de Naranjito     | 3 - 0 | Mulos de Juncos          | 32-30, 25-17, 25-20               |
| 2ª giornata - 9 giugno 2019 Coliseo Gelito Ortega, Naranjito             | Changos de Naranjito     | 3 - 0 | Caribes de San Sebastián | 25-19, 25-20, 25-18               |
| 3ª giornata - 12 giugno 2019 Coliseo Mario Morales, Guaynabo             | Mets de Guaynabo         | 1 - 3 | Changos de Naranjito     | 23-25, 25-19, 23-25, 16-25        |
| 4ª giornata - 14 giugno 2019 Coliseo Rafael G. Amalbert, Juncos          | Mulos de Juncos          | 2 - 3 | Changos de Naranjito     | 21-25, 25-17, 29-27, 21-25, 5-15  |
| 5ª giornata - 16 giugno 2019 Palacio de Recreación y Deportes, Mayagüez  | Indios de Mayagüez       | 3 - 0 | Changos de Naranjito     | 25-20, 25-12, 25-23               |
| 6ª giornata - 19 giugno 2019 Coliseo Luis Aymat Cardona, San Sebastián   | Caribes de San Sebastián | 2 - 3 | Changos de Naranjito     | 18-25, 25-21, 25-23, 20-25, 15-17 |
| 7ª giornata - 21 giugno 2019 Coliseo Gelito Ortega, Naranjito            | Changos de Naranjito     | 3 - 0 | Mets de Guaynabo         | 25-22, 25-15, 25-17               |
| 8ª giornata - 23 giugno 2019 Coliseo Luis Aymat Cardona, San Sebastián   | Caribes de San Sebastián | 2 - 3 | Changos de Naranjito     | 25-27, 25-19, 25-22, 22-25, 21-19 |
| 9ª giornata - 26 giugno 2019 Coliseo Rafael G. Amalbert, Juncos          | Mulos de Juncos          | 3 - 1 | Changos de Naranjito     | 25-16, 23-25, 25-21, 25-18        |
| 10ª giornata - 28 giugno 2019 Coliseo Gelito Ortega, Naranjito           | Changos de Naranjito     | 3 - 1 | Cafeteros de Yauco       | 25-23, 18-25, 25-18, 25-21        |
| 11ª giornata - 30 giugno 2019 Coliseo Raúl "Pipote" Oliveras, Yauco      | Cafeteros de Yauco       | 0 - 3 | Changos de Naranjito     | 21-25, 22-25, 21-25               |
| 12ª giornata - 2 luglio 2019 Coliseo Raúl "Pipote" Oliveras, Yauco       | Cafeteros de Yauco       | 0 - 3 | Changos de Naranjito     | 24-26, 22-25, 24-26               |
| 13ª giornata - 4 luglio 2019 Coliseo Gelito Ortega, Naranjito            | Changos de Naranjito     | 0 - 3 | Indios de Mayagüez       | 20-25, 17-25, 20-25               |
| 14ª giornata - 6 luglio 2019 Coliseo Gelito Ortega, Naranjito            | Changos de Naranjito     | 3 - 0 | Cafeteros de Yauco       | 25-15, 25-20, 25-13               |
| 15ª giornata - 10 luglio 2019 Coliseo Mario Morales, Guaynabo            | Mets de Guaynabo         | 2 - 3 | Changos de Naranjito     | 23-25, 25-23, 25-17, 23-25, 11-15 |
| 16ª giornata - 12 luglio 2019 Coliseo Gelito Ortega, Naranjito           | Changos de Naranjito     | 3 - 1 | Mulos de Juncos          | 25-18, 25-27, 25-18, 25-23        |
| 17ª giornata - 16 luglio 2019 Coliseo Gelito Ortega, Naranjito           | Changos de Naranjito     | 3 - 1 | Caribes de San Sebastián | 25-18, 20-25, 25-18, 25-21        |
| 18ª giornata - 18 luglio 2019 Palacio de Recreación y Deportes, Mayagüez | Indios de Mayagüez       | 2 - 3 | Changos de Naranjito     | 25-21, 23-25, 25-23, 21-25, 9-15  |
| 19ª giornata - 20 luglio 2019 Coliseo Gelito Ortega, Naranjito           | Changos de Naranjito     | 0 - 3 | Mets de Guaynabo         | 23-25, 23-25, 20-25               |
| 20ª giornata - 24 luglio 2019 Coliseo Gelito Ortega, Naranjito           | Changos de Naranjito     | 0 - 3 | Indios de Mayagüez       | 21-25, 21-25, 23-25               |

#### Play-off
| Semifinali (gara 1) - 17 agosto 2019 Coliseo Gelito Ortega, Naranjito | Changos de Naranjito | 3 - 1 | Mets de Guaynabo     | 25-21, 25-23, 22-25, 25-12        |
| Semifinali (gara 2) - 19 agosto 2019 Coliseo Mario Morales, Guaynabo  | Mets de Guaynabo     | 3 - 1 | Changos de Naranjito | 25-15, 25-22, 18-25, 25-22        |
| Semifinali (gara 3) - 21 agosto 2019 Coliseo Gelito Ortega, Naranjito | Changos de Naranjito | 2 - 3 | Mets de Guaynabo     | 20-25, 25-18, 25-21, 19-25, 12-15 |
| Semifinali (gara 4) - 23 agosto 2019 Coliseo Mario Morales, Guaynabo  | Mets de Guaynabo     | 2 - 3 | Changos de Naranjito | 25-22, 21-25, 19-25, 25-19, 13-15 |
| Semifinali (gara 5) - 25 agosto 2019 Coliseo Gelito Ortega, Naranjito | Changos de Naranjito | 1 - 3 | Mets de Guaynabo     | 25-19, 24-26, 22-25, 14-25        |
| Semifinali (gara 6) - 27 agosto 2019 Coliseo Mario Morales, Guaynabo  | Mets de Guaynabo     | 3 - 0 | Changos de Naranjito | 25-22, 25-18, 25-19               |

## Statistiche

### Statistiche di squadra
| Competizione | Punti | In casa | In casa | In casa | In trasferta | In trasferta | In trasferta | Totale | Totale | Totale |
| Competizione | Punti | G       | V       | P       | G            | V            | P            | G      | V      | P      |
| ------------ | ----- | ------- | ------- | ------- | ------------ | ------------ | ------------ | ------ | ------ | ------ |
| LVSM         | 39    | 13      | 8       | 5       | 13           | 9            | 4            | 26     | 17     | 9      |
| Totale       | -     | 13      | 8       | 5       | 13           | 9            | 4            | 26     | 17     | 9      |

G = partite giocate; V = partite vinte; P = partite perse